# Duga
 Ovo je glavno značenje pojma Duga. Za druga značenja pogledajte Duga (razdvojba).
Duga je česta optička pojava u Zemljinoj atmosferi u obliku jednog ili više obojenih kružnih lukova, koja nastaje jednostrukim ili višestrukim lomom (refrakcija) i odbijanjem zraka svjetlosti (refleksija) u kapljicama kiše. Pojava se obično vidi na zastoru kišnih kapi kada promatrač stoji okrenut leđima Suncu i gleda u smjeru toga zastora. Spektralne boje duge poredane su od crvene na vanjskom rubu do plave na unutarnjem rubu. Kod sekundarne duge, kada se zraka svjetlosti dvaput odbija na unutarnjoj površini kapljice, poredak boja obrnut je, a jačina duge slabija. Središte luka leži na crti koja spaja promatračevo oko s izvorom svjetlosti, i to tako da otklon crvene zrake, zbog loma i odbijanja, iznosi 42°, a za plavu zraku 40°, pa se pod tim kutovima i vidi luk glavne duge. Unutarnji luk sekundarne duge vidi se pod kutom od 52°. Duga se može pojaviti i na maglenim kapljicama, raspršenim kapljicama vodopada i na kapljicama rose (bijela duga). Djelomično tumačenje glavne duge dao je već u 16. stoljeću Markantun de Dominis, nešto poslije potpuno tumačenje dali su R. Descartes i I. Newton. Potpuniju teoriju o dugi razvili su engleski astronom George Biddell Airy (1837.) i austrijski meteorolog Josef Maria Pertner (1897.).
Duga je optička i meteorološka pojava višebojnog luka na nebu koji nastaje kada Sunčeva svjetlost obasjava sitne kapljice vode u atmosferi. Boje u dugi čine kontinuirani spektar s crvenom na vanjskoj i ljubičastoj na unutarnjoj strani luka, ali se tradicionalno obično navode kao crvena, narančasta, žuta, zelena, plava, indigo i ljubičasta ("sedam duginih boja").

## Objašnjenje
Duga je veliki kružni luk svjetlosti na nebu, sastavljen od užih obojenih i međusobno usporednih lukova, a nastaje kada se Sunce pojavi prilikom razlaza oblaka. Duga nastane disperzijom Sunčeve svjetlosti zbog loma na kapljicama kiše. Sunčeva se zraka najprije lomi pri ulazu u kapljicu kiše i odbija na stražnjoj plohi kapljice, pa se zatim ponovo lomi pri izlazu iz nje. Zbog toga se Sunčeva svjetlost rastavlja na spektralne boje. Promatrač vidi dugu kada su kapljice kiše ispred njega, a Sunce iza njega. 
Osim glavne duge u kojoj se boje prelijevaju iz crvenog na vanjskoj strani u ljubičasto na unutarnjoj, pojavljuje se i sporedna duga koja je slabijega sjaja. Boje u sporednoj dugi dolaze obrnutim redom tako da su crveni rubovi obiju duga jedan prema drugome susjedni. Sporedna duga nastaje zbog toga što se Sunčeve zrake u kapljicama kiše dvaput reflektiraju.
Duga je optička pojava u obliku obojenih lukova (jednog ili više), koju zamjećujemo na nebu u području kiše na oblačnoj pozadini, i to na suprotnoj strani od Sunca sa središtem u takozvanoj antisolarnoj točki. Osim glavne duge s kutnim polumjerom 42°, često se zapaža i sporedba duga s kutnim polumjerom 52°. Kod glavne duge zapažaju se izrazite spektralne boje s crvenom bojom na vanjskom rubu i ljubičastom na unutrašnjem rubu. Kod sporedne duge poredak boja je obrnut. Jakost (intenzitet) boja i širina obojenog pojasa zavisi od veličine kišnih kapi. Katkada se mogu opaziti s unutrašnje strane glavne duge i s vanjske strane sporedne duge prekobrojni dugovi koji potječu od dodatne (sekundarne) obojene duge (znatno slabije jakosti), najčešće zelenkaste i ružičaste boje. Broj takvih duga može doseći i 6. Ponekad, kad su kapljice vrlo malene i u magli, zapaža se bijela duga (maglena duga). Duga se može zapažati i po mjesečini, i tada je najčešće bijele boje. 
R. Descartes je 1637. prvi protumačio nastanak duge refleksijom i lomom Sunčevih zraka u vodenim kapljicama. Tu je teoriju dopunio I. Newton, te u 19. stoljeću G. B. Airy. Nastanak duge najčešće se tumači minimalnim otklonom zraka svjetlosti, koju doživi promatrana zraka svjetlosti prolazom kroz kišnu kapljicu. 
Monokromatska zraka svjetlosti koja pada na kapljicu mijenja svoj smjer zbog loma i nakon odbijanja izlazi iz kapljice, pa je ukupna promjena smjera zrake svjetlosti za kut D, a on za jednostruku refleksiju (glavna duga) iznosi:
{\displaystyle D=2\cdot (u-1)+(\pi -2\cdot l)}
a pri dvostrukoj refleksiji (sporedna duga):
{\displaystyle D=2\cdot (u-1)+2\cdot (\pi -2\cdot l)}
Za krajnje duljine vala zrake svjetlosti mogu se odrediti kutni polumjeri luka duge oko Suncu suprotne točke (antisolarna točka) i oni su prikazani u tablici (kutni polumjeri lukova duge opisanih oko antisolarne točke):
| Luk duge     | Crveni (λ = 656 nm) | Ljubičasti (λ = 405 nm) |
| ------------ | ------------------- | ----------------------- |
| Glavne       | 48° 18’             | 40° 36’                 |
| Sporedne     | 50° 40’             | 53° 36’                 |
| Prve dodatne | 138° 00’            | 142° 08’                |

Kad paralelan snop Sunčevih zraka obasja kišnu kapljicu, tad pojedine zrake u snopu imaju upadne kutove na istoj kapljici. Za zrake koje zadovoljavaju uvjet minimalnog otklona jakost (intenzitet) svjetlosti je najveći, i te zrake tvore glavnu dugu. Minimalni otklon kod jedne refleksije u kapljici je približno 139°, pa stoga kutni polumjer luka duge iznosi otprilike 180° - 139° = 41°. Ljubičaste zrake se otklanjaju više nego crvene, pa se stoga nalaze na unutrašnjoj strani duge. 
Kod sporedne je duge zbog dvostruke refleksije jakost boja slabiji, minimalni otklon iznosi 232°, a kutni polumjer 52°. Crvena boja se otklanja manje nego li ljubičasta, pa je na unutrašnjoj strani. Kod dodatnih duga svjetlost duge je posve slaba, pa se najčešće i ne zapaža. 
Prikazana teorija duge ne uvažava valnu prirodu svjetlosti pa je nesavršena. Zbog valne prirode svjetlo se širi nejednakim putovima u kapljici, pa prvobitno ravna fronta vala (prije ulaska snopa zraka u kapljicu) nakon izlaska iz kapljice postaje zakrivljena. Elementarni valovi svjetlosti koji proizlaze iz ove fronte vala međusobno interferiraju, čime na nekim mjestima nastaje najveća jakost, i to u nešto većoj udaljenosti od Sunca nego li to daje Descartesova teorija. Interferencijski maksimumi pojedinih boja međusobno se preklapaju i daju miješane boje stvarnog luka duge, a i niz svjetlosnih prstenova unutar glavnog luka duge. Složenosti pojave doprinosi i činjenica da u kišnom pojasu postoje kišne kapljice različitih veličina, pa se preklapaju interferentni prstenovi različitih klasa kapljica. Posljedica je toga da luk duge nije uvijek sastavljen iz čistih, nego i iz miješanih boja.

## Optika atmosfere
Optika atmosfere je grana meteorologije koja proučava pojave nastale lomom svjetlosti, odbijanjem (refleksijom), raspršivanjem i ogibom (difrakcija) svjetlosti u Zemljinoj atmosferi (boja neba, duga, vijenac ili korona oko Sunca i Mjeseca, halo, pasunce ili lažno Sunce, Sunčev stup, irizacija oblaka, glorija, zračno zrcaljenje, fatamorgana, miraž, pojava sumraka, alpskoga žara, treperenja zvijezda, zelenoga bljeska, astronomska i terestrička refrakcija, depresija obzora i dr.). Optika atmosfere proučava i pojave koje su posljedica perspektive: prividni oblik nebeskoga svoda, površine diska Sunca i Mjeseca pri njihovu izlaženju i zalaženju i dr.